# Імперія Пала
Імперія Пала — держава, що існувала на півострові Індостан під владою буддистської династії Пала. Монархів Пала часто називали «властителями Ґаура», де був обраний засновник династії Ґопала. Слово «Пала» (сучасна форма бенг. পাল — pal) означає «захисник» та використовувалося як закінчення імен правителів імперії.

## Історія
Заснована Гопала, обраним 750 року правителем в місті Ґаура. За його володарювання імперія розширила свої володіння на весь Бенгал. Наступники Дгармапала (770–810) та Девапала (810–850) розширили кордони держави до району Пенджабу на півночі та Камбейської затоки на заході. Держава вела війну з південноіндійськими державами династій Раштракутів та Пратіхара.
Імперія проіснувала чотири століття, забезпечивши стабільність та багатство Бенгалу та навколишнім районам. Протягом цього періоду створено багато творів мистецтва та засновано кілька університетів. Тоді ж збудована Сомапура-Махавігара, найбільша буддистська вігара на півострові.
Держава сприяла поширенню буддизму в завойованих та сусідніх землях, зокрема Тибеті та Індостані. Підтримувала університет в Наланді. Представники династії були послідовниками махаяни і тантричної шкіл буддизму.
1070 року повалена внаслідок змови Ґеманти Сени, який заснував нову династію, яка продовжила традиції Пала. Втім, цей рід зміг зберегти незначні володіння у долині Гангу, які захопили тюрки-мусульмани у 1174 році.

## Освіта
- Наланда
- Вікрамашіла

## Культура
За часів Пали зароджується протобенгальська мова, якою складалися буддистські тексти. Водночас використовувався санскрит та палі. Відзначилася філософом Атішею Діпакарою, поетом Сандх'якаром Нанді, автором величного епосу «Рамачаріта». Літературний стиль часів Пала дістав назву «Гаудія».
За наказом володарів зводилися численні буддистські споруди. Величніші знаходилися у Сомапурі (сучасне м. Пахарпур, Бангладеш). Архітектурний стиль Пала справив вплив на святилище Бородубур на о. Ява, ступи і храми держави Паган (центральна М'янма).

## Правителі
- Ґопала I (750—780)
- Дгармапала (780—810)
- Девапала (810—850)
- Махендрапала (850)
- Шурапала I (850—854)
- Віграґапала I (854—855)
- Нараянапала (855—908)
- Раджиапала (908—940)
- Ґопал II (940—960)
- Віграґапала II (960—988)
- Махіпала I (988—1038)
- Наяпала (1038—1055)
- Віграґапала III (1055—1070)
- Махіпала II (1070—1075)
- Шурапала II (1075—1077)
- Рамапала (1077—1130)
- Кумарапала (1130—1140)
- Ґопала III (1140—1144)
- Маданапала (1144—1162)
- Говіндапала (1162—1174)